# Потёмкин, Юрий Павлович
Потёмкин Юрий Павлович (20 октября 1931 — 14 июня 2007) — советский хозяйственный деятель. Главный инженер и Генеральный директор объединения «МЭЛЗ».

## Биография
Юрий Павлович Потёмкин родился в Московской области в семье рабочего. Окончив семь классов средней школы, поступил в ремесленное училище. В 1952 году он начал работать на Московском заводе электровакуумных приборов. Без отрыва от производства в 1961 году окончил техникум, а в 1967 году- Всесоюзный заочный политехнический институт.
Более 30 лет проработал на Московском заводе электровакуумных приборов. Он был слесарем-сборщиком, монтажником, контрольным мастером, начальником отдела технического контроля.
В 1970 году Потемкина Ю. П. назначают главным контролёром, в 1973 году — главным инженером, а 1977 году — генеральным директором объединения «МЭЛЗ».
Под руководством Потемкина Ю. П., в период с 1970 по 1986 год, объединение «МЭЛЗ» становится одним из ведущих предприятий радиоэлектронной промышленности СССР. Вводятся в эксплуатацию заводы «Хроматрон» и «Цвет», Московский приборный завод. Построены предприятия в Воронеже, Усмани и ряде городов Украины.
Проделана большая работа, направленная на улучшение качества, увеличение объёмов и расширение номенклатуры выпускаемой продукции. В частности запущено производство электронно-оптических преобразователей, лазерных устройств для обработки материалов, медицинских приборов, средств измерения. Большим достижением стало серийное освоение термостойких ФЭУ, крайне необходимых в таких областях как геофизика, геологоразведка, нефтегазовая промышленность. В первой половине восьмидесятых годов объединение «МЭЛЗ» становится признанным лидером кинескопостроения в СССР и странах Восточной Европы.
Большое внимание уделяется социальной сфере. В районе пересечения Щелковского шоссе и МКАД построен жилой микрорайон площадью 10 тысяч м². (4 дома серии П3-16, школа и два детских сада). Капитально отреставрированы дворец культуры «МЭЛЗ» (бывший «Телетеатр»), санаторий «Хотьково», дом отдыха «Жучки», стадион «МЭЛЗ» на Измайловском острове.
Одним из первых в стране, предложена и реализована программа поддержки сельских хозяйств. В результате оказания шефской помощи, совхоз «Зубцовский» выведен в число передовых хозяйств Сергиево-Посадского района Московской области.
Потемкин Юрий Павлович является лауреатом Государственной премии СССР 1974 года за участие в разработке и серийном освоении систем ракетного наведения, а также лауреатом премии Совета Министров СССР 1980 года за создание системы регенерации ряда электронных приборов, давший экономический эффект более 44 миллионов рублей (в ценах того времени).
В 1977, 1980, 1982 и 1985 годах Юрий Павлович избирался депутатом Московского Городского Совета народных депутатов. Являлся членом Президиума Моссовета и постоянных комиссий по промышленности и жилищному хозяйству, членом МГК КПСС. Избирался делегатом XXVI съезда КПСС.
Один из соратников А. И. Шокина

## Награды и звания
Кавалер орденов «Трудового Красного Знамени» и «Знак Почета».Награждён медалями «За трудовое отличие», «За доблестный труд».
Почётный радист СССР, Заслуженный работник электронной промышленности и бытового обслуживания населения. Автор ряда изобретений.
Мастер спорта по лёгкой атлетике.